# 越南馬口魚
越南馬口魚（学名：Opsariichthys bea），又稱越南馬口鱲，為輻鰭魚綱鯉形目鲴科馬口魚属的其中一種。分布於越南淡水流域，主要棲息在底中層水域，生活習性不明。